# جامعة بوردو
جامعة بوردو (بالفرنسية: Université de Bordeaux)‏ هي جامعة فرنسية أسست لأول مرة في 1441 قبل أن تنحل في 1793 ويعاد تأسيسها في 1896. تستقبل الجامعة حوالي 50 ألف طالب و3 آلاف أستاذ باحث في مجالات العلوم الإنسانية والاجتماعية وعلوم الحياة والعلوم الصحية والعلوم والتكنولوجيا.

هي واحدة من ست جامعات في جهة آكيتين الجديدة. تتمركز الجامعة في مدينة بوردو وضواحيها أساسا، ولكن أيضا في مدينتي أجان وبيريغو المجاورتين. بالنسبة لمدينة بوردو، توجد جامعة أخرى وهي جامعة بوردو مونتاني تستقبل 15 ألف طالب.

## التنظيم
رئيس الجامعة الذي يدير الجامعة ينتخب لمدة لأربعة سنوات. يساعده في عمله مكتب. يترأس كذلك مجلس الإدارة والمجلس الأكاديمي.

تتكون الجامعة من كليات تكوينية وأقسام بحثية.

كل من معهد الدراسات السياسية ببوردو والمعهد المتعدد التكنولوجي ببوردو والمدرسة العليا للتقنيات الصناعية المتقدمة هي مؤسسات مرتطبة بجامعة بوردو.
جامعة بوردو عضوة في الاتحاد الموحد للمؤسسات الجامعية والبحثية للوصول إلى المنشورات الرقمية ومجتمع الجامعات والمؤسسات بآكيتين.

### الكليات التكوينية
القانون والعلوم السياسية والاقتصاد والتصرف
- كلية القانون والعلوم السياسية
- معهد العمل
- كلية الاقتصاد والتصرف والإدارة الاقتصادية والاجتماعية
- معهد إدارة الأعمال
- قسم اللغات

العلوم الصحية
- وحدة التكوين والبحث للعلوم الطبية
- وحدة التكوين والبحث للعلوم الصيدلية
- وحدة التكوين والبحث لعلوم الأسنان
- معهد الصحة العامة وعلم الأوبئة والتنمية
- معهد العلاج المائي

العلوم والتكنولوجيا
- وحدة التكوين في العلوم الكيميائية
- وحدة التكوين في الرياضيات والتفاعلات
- وحدة التكوين في الإعلامية
- وحدة التكوين في الفيزياء
- وحدة التكوين في علوم الهندسة
- وحدة التكوين في علوم الأرض والبيئة
- قسم الليسانس
- قسم اللغات والأداب والاتصالات

علوم الإنسان
- وحدة التكوين في علم الإنسان
- وحدة التكوين في علم النفس
- وحدة التكوين في علوم التربية
- وحدة التكوين في علوم وتقنيات الأنشطة البدنية والرياضية
- وحدة التكوين في علم الاجتماع
- قسم اللغات والثقافات

أخرى
- وحدة التكوين في البيولوجيا
- المعهد الجامعي للتكنولوجيا
- المدرسة العليا للتدريس والتعليم (تابع للجامعة مؤقتا)
- معهد الكروم والنبيذ

### الأقسام البحثية
الأقسام البحثية تجمع عدة وحدات بحثية:
| علوم وتكنولوجيا | علوم الحياة والصحة | علوم إنسانية واجتماعية                                                           |
| --- | --- | -------------------------------------------------------------------------------- |
| * 15 وحدة بحثية مشتركة مع المركز الوطني الفرنسي للبحث العلمي - 1 وحدة بحثية مشتركة مع المعهد الوطني للبحوث الزراعية | 40 وحدة بحثية منها: - 9 وحدات بحثية مشتركة مع المركز الوطني الفرنسي للبحث العلمي - 12 وحدة بحثية مشتركة مع المعهد الوطني للصحة والأبحاث الطبية - 4 وحدات بحثية مشتركة مع المعهد الوطني للبحوث الزراعية | 18 وحدة بحثية منها: - 4 وحدات بحثية مشتركة مع المركز الوطني الفرنسي للبحث العلمي |

## إحصائيات
| السنة  | 2014   | 2015   | 2016   | 2017   |
| ------ | ------ | ------ | ------ | ------ |
| السكان | 459 49 | 382 46 | 143 48 | 476 49 |

## طلاب قدامى
- سياسيون: مريم الخمري، ميشيل كافاندو، ماريو عون، جان باتيست جيه دو مارتيناك، المعطي بوعبيد، عبد الصادق ربيع، الحبيب مبارك
- رياضيون: بيسنتي ليزارازو
- مثقفون: سان جون بيرس، فرنسوا مورياك، محمد أسعد طلس
- أكاديميون: ألفريدو كو

## وصلات خارجية
- الموقع الرسمي